# Glen Whitter
Glen Whitter (1932-2018) was een Britse acteur, die vooral bekend werd door zijn kleine rol als Chalkey in de televisieserie On The Buses. 
Whitter vergaarde nooit een vaste rol. Eind jaren 60, begin jaren 70 was hij een redelijk bekend gezicht op de Engelse tv. Sinds 1972 heeft hij echter niet meer op de televisie geacteerd. Wel speelde hij in 1980 een kleine rol in de cult-film Flash Gordon.

## Filmografie
- Flash Gordon (1980) - Ardentiaanse man
- On The Buses televisieserie - Chalkie (Afl., Brew It Yourself, 1970|Busman's Perks, 1970|The Squeeze, 1970|The Busman's Ball, 1971|Vacancy for Inspector, 1971|Private Hire, 1972|Union Trouble, 1972|The Prize, 1972, niet op aftiteling)
- Doctor in the House televisieserie - Bus-conducteur (Afl., Finals, 1970)
- The Troubleshooters televisieserie - Houseboy (Afl., The Price of a Bride, 1970)
- Doctor Who televisieserie - Egyptian Slave (Afl., Escape Switch, 1966, niet op aftiteling)